# Штаты Голландии и Западной Фрисландии

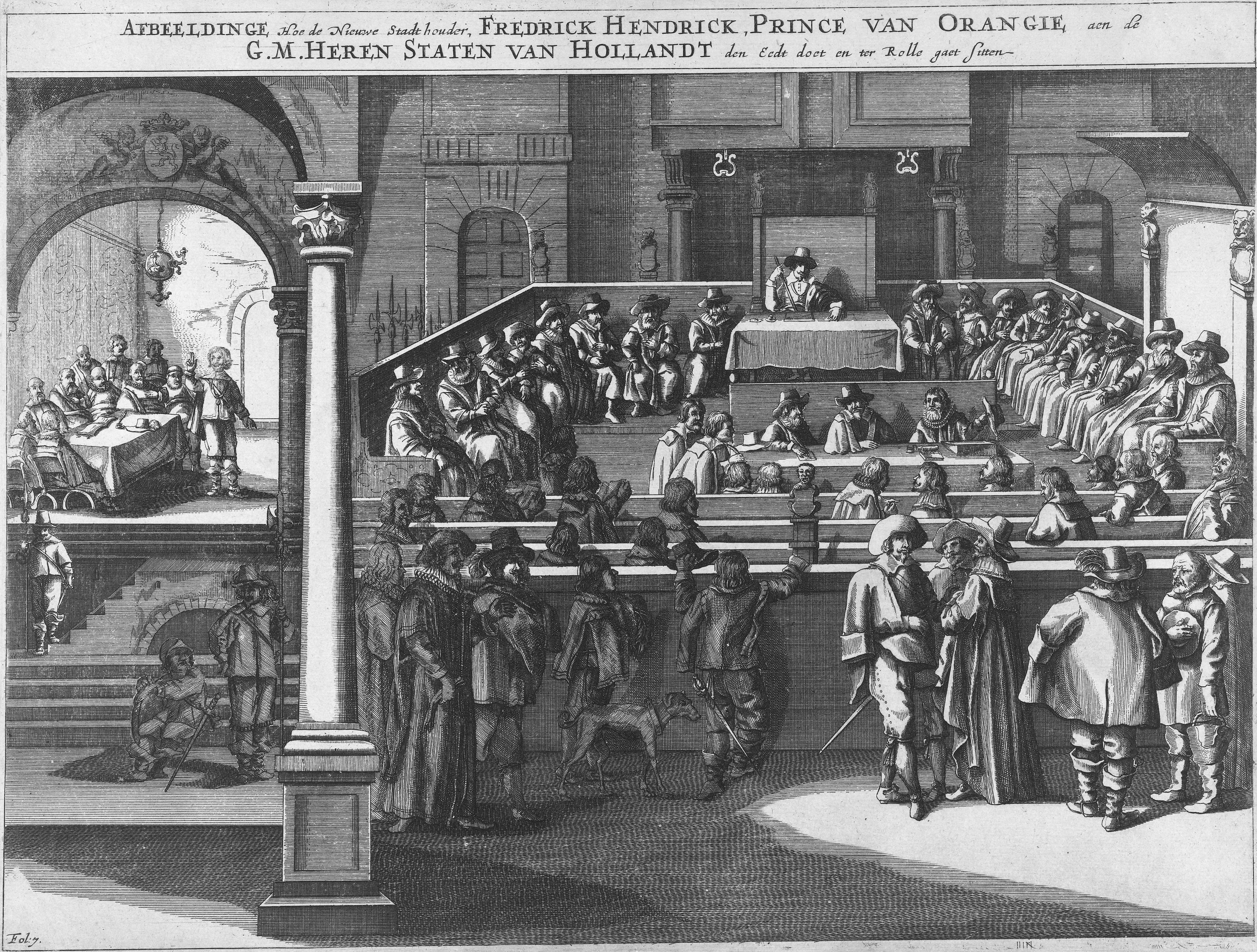
Заседание Штатов Голландии в 1625 году

Штаты Голландии (позднее Штаты Голландии и Западной Фрисландии) —изначально представляли собой консультативный орган при графе Голландии, а после Восстания стали высшим административным органом провинции Голландия и Западной Фрисландии. Первое упоминание Штатов Голландии встречается в документе Zoen van Delft, датированном 1428 годом. Это мирный договор между Якобой ван Бейерен и Филиппом Бургундским, который завершил споры о Крючках и Треске. В этом договоре высшие власти подтвердили статус Штатов Голландии.

## Структура

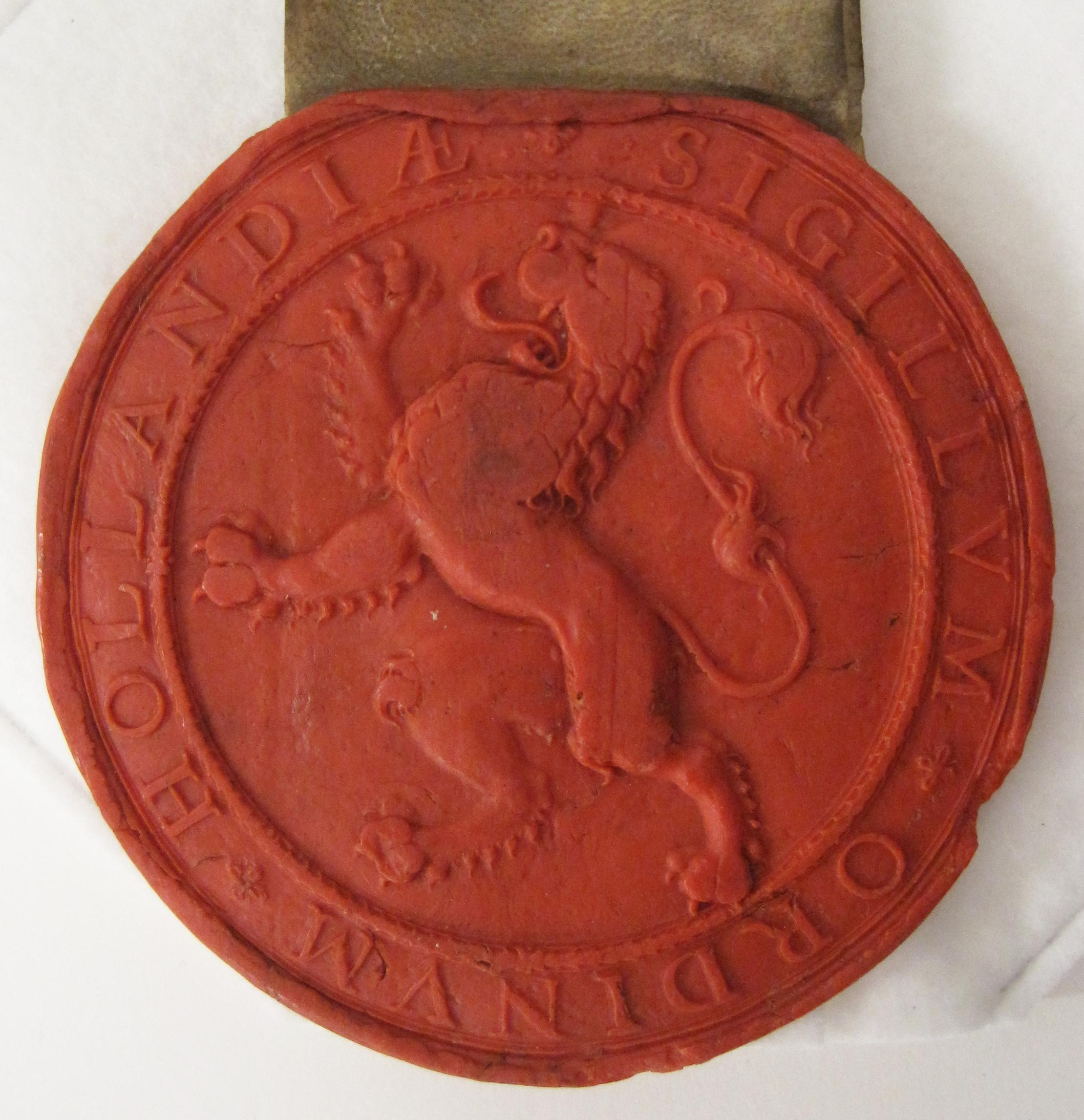
Большая печать Штатов Голландии и Западной Фрисландии (1609)

В Бургундских Нидерландах Штаты Голландии состояли из представителей рыцарства и шести крупнейших городов: Дордрехта, Харлема, Делфта, Лейдена, Амстердама и Гауды. Рыцарство имело в этом вопросе один голос, как и отдельные города. В администрации отсутствовало духовенство. При голосовании первым голосует представитель рыцарства, а затем следуют города в традиционном порядке, в котором они перечислены выше. После 1572 года число так называемых избирательных городов было расширено, а с 1608 года на собрания созывались восемнадцать важнейших городов:
Южный квартал: Дордрехт, Харлем, Делфт, Лейден, Амстердам, Гауда, Роттердам, Горинхем, Схидам, Схонховен, Брилле.
Северный квартал: Алкмар, Хорн, Энкхёйзен, Эдам, Монникендам, Медемблик, Пюрмеренд.
Собрания Штатов Голландии возглавлял государственный адвокат, названный после 1621 года Великим пенсионарием. Штаты Голландии собирались не реже четырёх раз в год или так часто, как считалось необходимым. Решения принимались большинством голосов и не требовали одобрения со стороны городов, которые имели большую степень автономии.

## Задачи
Совместно с штатами других провинций они назначали членов Генеральных штатов Нидерландов. До 1572 года Штаты представляли собой консультативный орган, который в основном рассматривал налоговые вопросы и собирался нерегулярно. После 1572 года они встречались не реже четырёх раз в год и более 200 дней в году.
Для реализации решений штатов во время Нидерландской революции были созданы постоянные комитеты, которые взяли на себя значительную часть административной власти штатов. Эти административные органы, называемые Gecommitteerde Raden, управляли финансами, контролировали вооруженные силы и флот, а также отправляли правосудие. После 1585 года в Собрании штатов могли обсуждаться только вопросы, выдвинутые Генеральным комитетом.
Поскольку на долю Голландии приходилось около 58 % бюджета Республики, она имела решающий голос в Генеральных штатах. В составе Голландских Штатов наиболее важными членами были рыцарство и Амстердам. Рыцарство имело право голоса и высказываться первым.

## История

### Штаты
Как и любой вассал должен был оказывать своему господину помощь советом и делом — consilium и auxilium, — граф Голландии также традиционно окружал себя дворянами. При Вильгельме II была создана ассамблея, которая заседала в течение длительного времени, что привело к формированию совета, хотя формально он не был определён. Со второй половины XIII века города начали приобретать влияние в управлении графством при Флорисе V. Начиная с графа Флориса V, в состав совета графа, curia comitis, входили не только представители высшей знати, но и низшие дворяне. Также упоминался коммунный консилиум — совместный совет. При графе Виллеме V (1354—1358) совет взял на себя управление во время его отсутствия. Вильгельм V поручил совету графа и городам провести консультации, используя так называемые призывы. Только в начале XV века в совете графа иногда стали появляться люди, не принадлежавшие к дворянскому сословию.

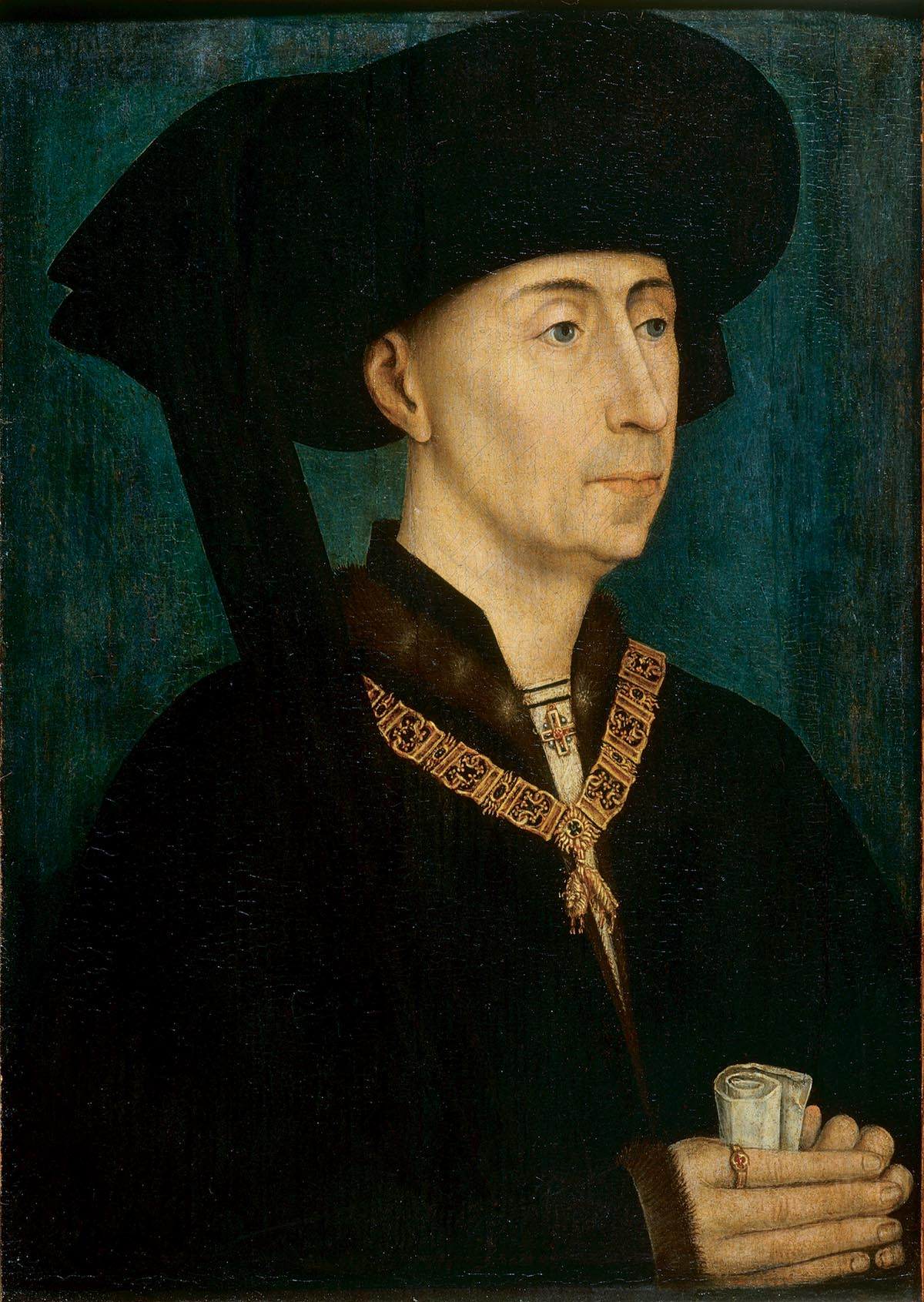
Филипп Добрый получил власть в Голландии с Дельфтским поцелуем, в котором впервые упоминаются Штаты Голландии.

В средневековом обществе существовали две группы людей, которые занимали особое положение: это были дворяне и рыцари. Дворяне происходили из аристократических семей и традиционно занимали высокое положение в обществе. Рыцари же, в свою очередь, были несвободными людьми, но со временем их статус изменился. Они стали уважаемыми членами общества, и даже дворяне начали принимать их в свои ряды. Различия между этими двумя группами постепенно стирались, но полностью не исчезли. В пятнадцатом веке рыцарство стало представлять собой поместье, а не просто группу людей. Совет графа, который назывался также consilium dominorum или ополчением, состоял только из дворян.
При Филиппе Добром термин «государства» стал использоваться для обозначения поместий. В Дельфтском договоре 1428 года статус Голландских Штатов был официально подтвержден. Первоначально были также опрошены небольшие города и деревни. В пятнадцатом веке это стало происходить все реже, и деревни редко приглашались для участия в однодневных поездках. В конце концов было признано, что рыцарство представляет сельскую местность.

#### От консультативного органа до суверенных государств
После того, как граф Боссю, ставший штатгальтером Голландии, Зеландии и Утрехта в 1567 году вместо Вильгельма Оранского, созвал в июле 1572 года чрезвычайное заседание Штатов в Гааге, где по-прежнему преобладали роялисты, Дордрехт выступил с инициативой проведения альтернативного заседания. На Первом собрании свободных штатов в 1572 году штаты поддержали декларацию Оранского о том, что он по-прежнему является штатгальтером Голландии, Зеландии и Утрехта и защитником всех Нидерландов в отсутствие короля. Хотя штаты делали вид, что уважают права короля Филиппа II, утверждая, что традиционно они собирались по собственной инициативе, на самом деле это был революционный акт. После 1572 года Штаты Голландии поддерживали фикцию о том, что король Филипп II оставался графом Голландии, но при этом Оранский оставался штатгальтером в качестве заместителя Филиппа II.
Таким образом, Оранский сыграл важнейшую роль в правительстве, которое Штаты переняли у двора Голландии. Он продолжал сохранять политическую власть вплоть до XVI века, но все больше ограничивался судебными вопросами. После отъезда Вильгельма Оранского в Брюссель в 1577 году независимость Штатов возросла.

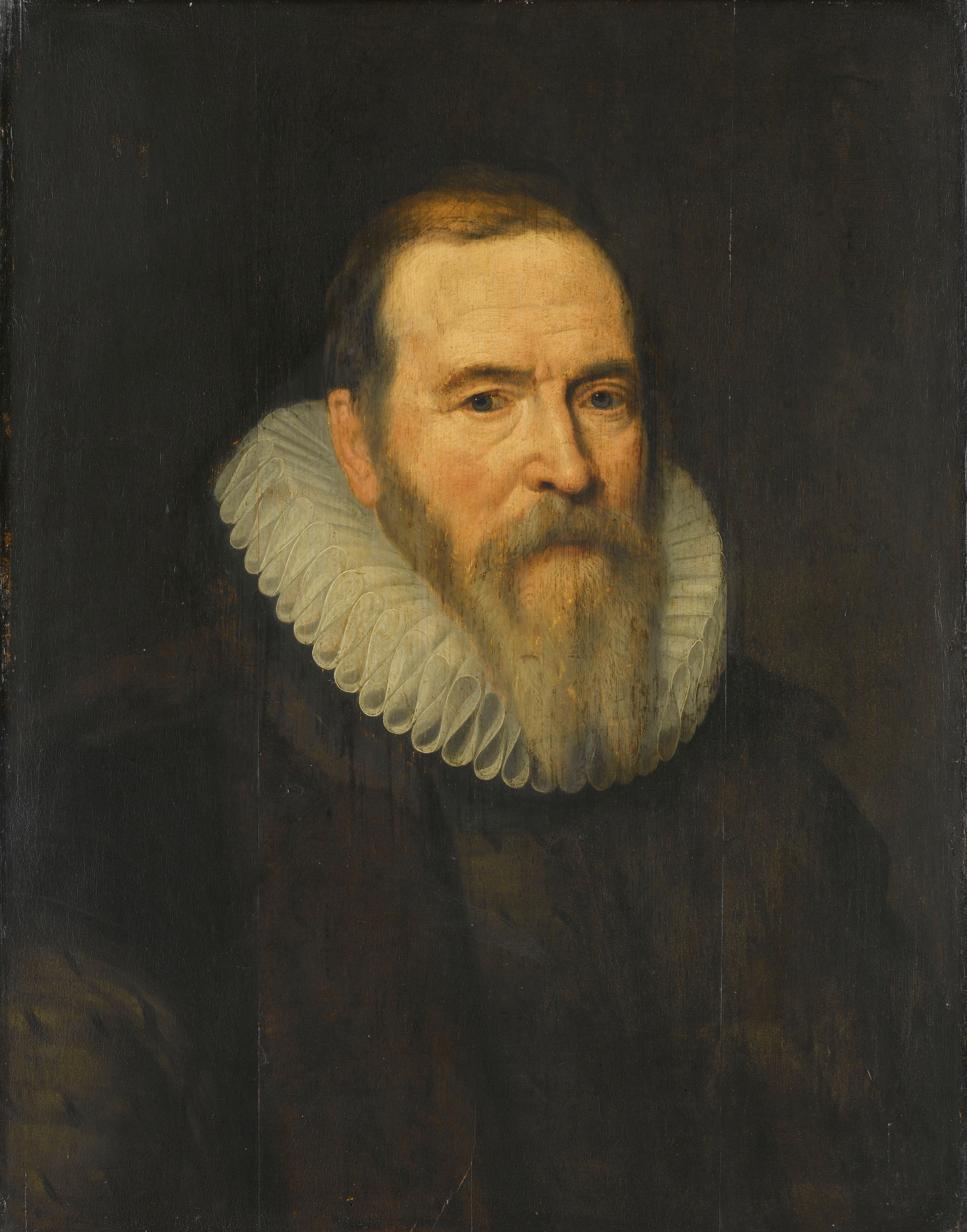
Государственный адвокат Йохан ван Олденбарневельт.

В 1581 году Генеральные штаты, созданные в Антверпене с 1578 по 1583 год, объявили в Акте об отречении, что Филипп II потерял суверенитет над Нидерландами. Это вызвало теоретический вакуум власти, который стал практическим после убийства Оранского в 1584 году. Штаты Голландии планировали сделать его графом Голландским, но не решились возвысить младшего сына Морица. Старший сын Оранского, Филипп Вильгельм, католик, был бы обойден, поэтому рассматривался иностранный принц. После неудач с герцогом Анжуйским и графом Лестерским, которые пытались создать центральное правительство в Утрехте, не понравившееся провинциям с их автономией, было решено, что суверенная власть будет у Генеральных штатов. Нидерланды стали независимыми от иностранных монархов.

#### Борьба за власть между штатами и штатгальтерами

##### Штаты (Ван Олденбарневельт) против Морица
В условиях вакуума власти после 1584 года Йохан ван Олденбарневелт стал в 1586 году председателем Штатов Голландии в качестве государственного адвоката. Хотя формально Ван Олденбарневельт был всего лишь пресс-секретарем, ему удалось продвинуться по службе и на этой должности. Он председательствовал на заседаниях, и все решения и исходящие документы проходили через его руку. Ему удалось добиться того, что высшим административным органом стал не Государственный совет, а Генеральные штаты Нидерландов. Поскольку Ван Олденбарневельт имел место в Генеральных штатах, он смог ещё больше расширить свою власть и влияние, и на практике никто не мог его игнорировать. После смерти принца Филиппа Вильгельма Мориц стал принцем Оранским и вступил в ожесточенный конфликт с ван Ольденбарневелтом из-за суверенитета Нидерландов, в частности Голландии. В 1585 году 18-летний Мориц стал штатгальтером Голландии, но с принятием закона «Обоснование или вычет» эта функция стала подчиненной Штатам Голландии как суверену. В 1619 году конфликт с ван Олденбарневелтом привел к его казни, а Мориц де-факто принял на себя функции суверена Штатов. Преемниками Морица стали его сводный брат Фредерик Хендрик и его сын Виллем II.

##### Штаты (Юхан де Витт) против Вильгельма III
После Мюнстерского мира 1648 года, признавшего формальную независимость Республики Объединённых Нидерландов, в 1650 году из-за внезапной смерти штатгальтера Вильгельма II возник новый вакуум власти. Незадолго до этого штатгальтер предпринял неудачную попытку нападения на Амстердам и заключил шестерых администраторов фракции Лёвестейн на несколько недель в замок Лувестейн. Его переворот провалился, и о нём быстро забыли из-за последующей смерти. Отчасти в память о более ранней борьбе за власть между штатгальтером Морицом и Штатами Голландии, новый штатгальтер Голландии назначен не был. Таким образом, суверенная власть Штатов Голландии после Оправдания или Вычета была восстановлена и продлилась до конца Первого периода без штатгальтера в 1672 году. В 1654 году Иоганн де Витт заключил Вестминстерский мир с Англией, приняв секретное дополнение — Акт об изоляции. В этом акте Штаты Голландии обещали, что никогда больше не выберут потомка Вильгельма II штатгальтером Голландии. Штаты Голландии воспользовались периодом отсутствия штатгальтера, чтобы снести часть дворца штатгальтера в Бинненхофе и построить на его месте зал заседаний. С этой целью в 1655 году они наняли архитектора Питера Поста. В 1667 году был принят Вечный указ, объявлявший должность штатгальтера несовместимой с должностью капитан-генерал-майора. Период без штатгальтера закончился с убийством де Витта и его брата Корнелиса де Витта в Год бедствий 1672. Эдикт был отменен всеми провинциями, и штатгальтеры были восстановлены в пользу Вильгельма III. В результате смерти короля-штатгальтера Вильгельма III в 1702 году начался Второй период без штатгальтера. Этот период длился с 1702 по 1747 год. Поскольку Штаты Голландии и Зеландии объявили штатгальтером наследственный титул для потомков Вильгельма III, а он умер бездетным, было решено не назначать преемника.

##### Штаты и Вильгельм IV (1747)

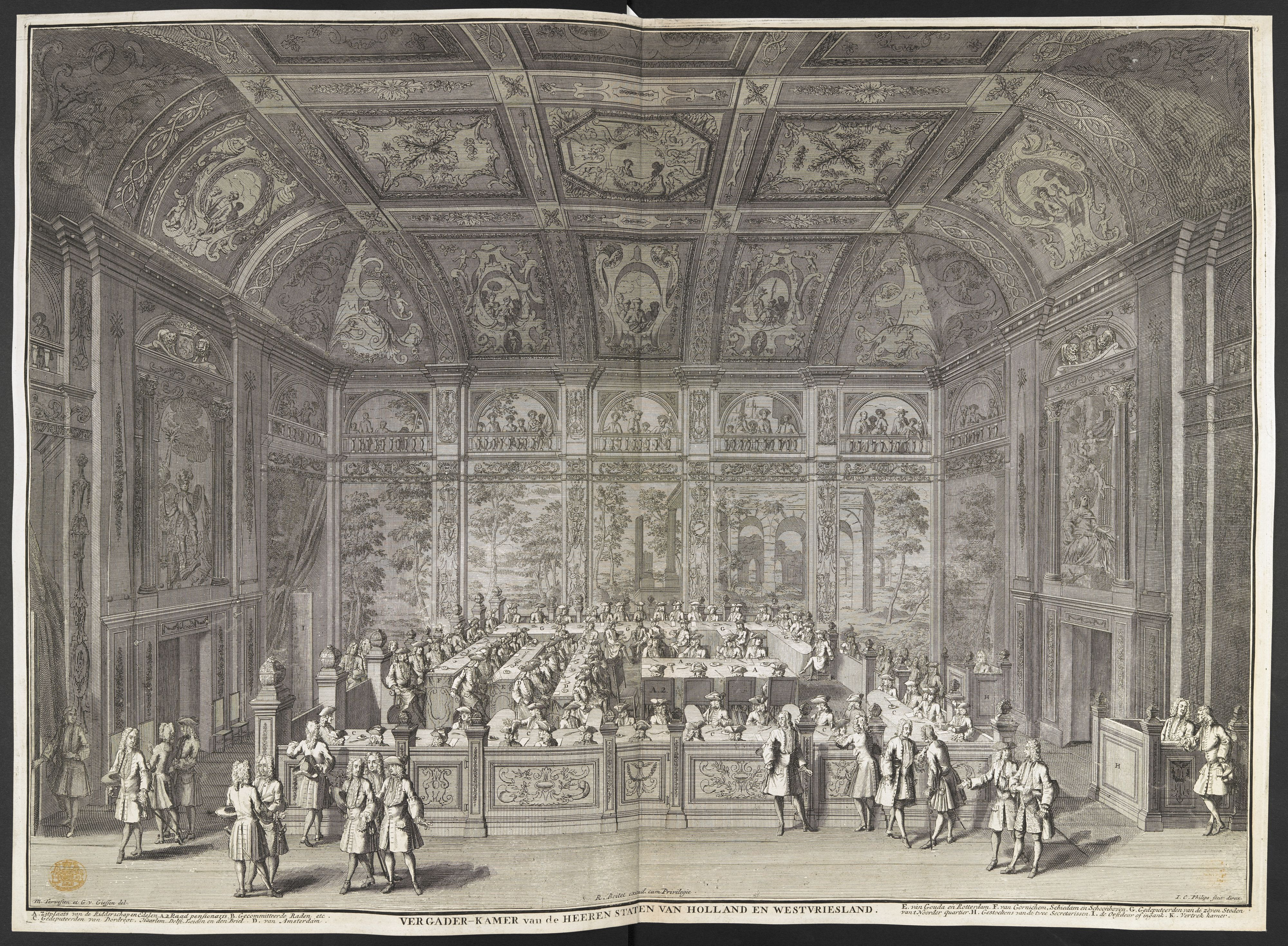
Ассамблея Штатов в период 1730—1750 гг.

Как и в 1672 году, военная ситуация в 1747 году была ужасной. В 1747 году во время войны за австрийское наследство Республика встала на сторону Австрии, чтобы сохранить южные Австрийские Нидерланды в качестве буферной зоны между Республикой и Францией. Затем французские войска вторглись в Южные Нидерланды. Города-барьеры были легко взяты, и в течение нескольких недель войска Людовика XV захватили важнейшие пункты Зеландской Фландрии. В панике принц Вильгельм IV 2 мая 1747 года был назначен генерал-капитаном и штатгальтером всех провинций Республики, тем самым в очередной раз положив конец суверенному положению Штатов. Кроме того, в 1747 году все семь провинций решили передать должность штатгальтера и генерал-капитана армии его старшему сыну после его смерти, сделав штатгальтерство наследственным у Вильгельма IV после неудачной попытки короля-штатгальтера Вильгельма III.
После французского вторжения и Батавской революции 1795 года Штаты Голландии были заменены Временными представителями народа Голландии.

### Преданные Советы
Во время восстания против испанского владычества были созданы отдельные административные органы для северной и южной Голландии. Первым шагом стали отдельные встречи нескольких городов Северной Голландии в 1574 году. Они были отрезаны от княжеских городов на юге, особенно после осады и падения Харлема, и больше не могли появляться в Штатах в Гааге. Эти встречи положили начало созданию того, что позже было названо Комитетом советов Западной Фрисландии и Северного квартала (полное название: Коллегия Комитета советов Штатов Голландии и Западной Фрисландии в Западной Фрисландии и Северного квартала). После этого были созданы также Комитеты советов Южного квартала (1584).
Попытки объединить эти советы не увенчались успехом из-за стремления Северного квартала к независимости. Это было настолько невыполнимо, особенно в области финансов, что в 1751 году оба совета были вынуждены работать вместе, фактически выступая как единое целое. С созданием Временных представителей народа Голландии в 1795 году государственные комитеты были заменены тремя коллегиями: Комитетом общего благосостояния, Комитетом по военным делам и Комитетом по финансам. В последующие месяцы было создано ещё двенадцать комитетов.